# Anna Chedid
Pour les articles homonymes, voir Nach et Chedid.
Anna Chedid, dite Nach, est une autrice-compositrice-interprète et musicienne française, née en 1987. Elle est la plus jeune des quatre enfants de Louis Chedid.
Son pseudonyme est construit à partir des deux dernières lettres de son prénom et des deux premières de son nom.

## Biographie
Lorsqu'elle a huit ans, sa grand-mère, la poétesse Andrée Chedid, lui offre un cahier et un stylo-plume ; elle y écrit des poèmes qu'elle reprendra plus tard sous forme de chansons,. Au même âge, son frère Matthieu Chedid la fait participer aux chœurs de ses albums. Durant son adolescence, Anna Chedid s'initie à la fois au théâtre, au sein du Cours Florent, au chant lyrique et aux claquettes. Elle n'envisage pas encore de suivre les traces musicales de son père ou de son frère, et se voit plutôt devenir psychologue,. À 18 ans, elle écrit une première chanson et décide alors de se consacrer à la musique. Elle se produit dans plusieurs petites salles de Paris et collabore au collectif Ubud.
En 2009, elle sort son premier EP, Elle ou moi. En 2010, elle participe à la tournée de son frère Matthieu Chedid en tant que choriste et claviériste. Elle va ensuite à New York pour apprendre la basse et la batterie. En 2013, elle se produit elle-même et joue en première partie de Thomas Dutronc, à l'Olympia, d'Arthur H et d'Ayọ.
Fin 2014, elle sort le single Cœur de pierre, assorti d'un premier clip. Le 18 janvier 2015, après l'attentat contre Charlie Hebdo, elle participe avec son frère Matthieu Chedid à l'interprétation de Comme un seul homme, une chanson défendant la liberté d'expression.
Le 6 avril 2015, elle sort son premier album, Nach. À partir de mai 2015, elle participe à la tournée collective de la famille Chedid, aux côtés de son père Louis et de ses frères Matthieu et Joseph. Cette même année, lors des Nuits de Fourvière, elle reçoit le prix Raoul-Breton, 14 ans après que son frère a reçu la même distinction. Avec son père et ses frères, elle enregistre ensuite l'album collectif Louis, Matthieu, Joseph et Anna Chedid.

## Discographie

### EP et singles solo
- 2009 : Elle ou Moi (EP)[2]
- 2013 : Je suis moi (EP)[2]
- 2014 : Cœur de pierre (single)[6]
- 2016 : Qui c'est celle-là (single) [11],[12]
- 2020 : Nous deux (single) [13]

### Collaborations
- 2015 : Louis, Matthieu, Joseph et Anna Chedid (album collectif avec son père et ses frères)
- 2015 : F.O.R.T (single collectif avec son père et ses frères)
- 2017 : Un tour de manège - Henri a 100 ans (Henri a 100 ans (l'album hommage à Henri Salvador) : album collectif avec plusieurs artistes)
- 2020 : Que reste-t-il de nos amours ? - Live 2020 et L'élixir - Live 2020 (album live Le Grand P'tit Concert -M-aison de M et d'autres membres de la famille Chedid)
- 2021 : Un appel à l'amour (single en duo avec Pierre Grizzl)
- 2021 : La complainte des filles de joie et Supplique pour être enterré à la plage de Sète (chansons collectives avec d'autres artistes dans l'album Les copines d'abord (Hommage à Brassens))
- 2022 : Les envie (feat. Nach) (chanson dans l'album de Tété avec d'autres artostes)
- 2022 : Corps à Cœur (single collectif avec Laurie Darmon et d'autres artistes)
- 2023 : Pourquoi parler quand on peut voler? et Ecstasy of Gold (chanson avec son frère M, dans l'album Astérix & Obélix : L'Empire du Milieu (Bande originale du film))
- 2023 : La bonne étoile (album live En Rêvalité (Live AccorArena 2023) de M et d'autres artistes)
- 2024 : Homme (feat. Barbara Pravi, Camille Clou, Emily Loizeau, La Chica, Laura Cahen, Nach, Poppy Fusée & L(Raphaële Lannadère)) (chanson collective de Coline Rio)
- 2024 : Je t'ai aimé (single en duo avec son frère, M)

## Distinctions
- Prix Raoul-Breton 2015[10]
- Prix Talents W9 2016 : finaliste[14]
- Victoires de la musique 2016 : nomination pour la Victoire du spectacle musical, tournée ou concert pour la tournée Louis, Matthieu, Joseph et Anna Chedid[15]